# Luis Contigiani
Luis Gustavo Contigiani (Rosario, 21 de enero de 1972) es un político argentino, que se desempeñó como diputado nacional por la provincia de Santa Fe entre 2017 y 2021.
Fue elegido en la lista del Frente Progresista Cívico y Social y durante un tiempo fue el único representante del Partido Socialista (PS) en el Congreso Nacional. El PS prohibió a Contigiani seguir siendo representante del partido debido a su oposición a la legalización del aborto en 2018.

## Biografía
Nació en 1972 en Rosario, creciendo en el pequeño pueblo de Arequito. Terminó el bachillerato en la Escuela de Enseñanza Media Nº 219 Domingo F. Sarmiento y se matriculó para estudiar derecho en la Universidad Nacional de Rosario, pero abandonó antes de completar la carrera.
Fue asesor del gabinete de Coordinación Legal y Técnica de la secretaría de Desarrollo Económico del gobierno de la provincia de Santa Fe en 2001, durante la segunda gobernación de Carlos Reutemann. Luego, entre 2002 y 2009, fue coordinador del Departamento de Trabajo de la Federación Agraria Argentina. En 2011 fue nombrado secretario de Agricultura y Ganadería del Ministerio de la Producción de Santa Fe, bajo la supervisión del ministro Carlos Fascendini. Posteriormente, tras la elección de Miguel Lifschitz como gobernador de Santa Fe, Contigiani fue nombrado ministro de Producción.
En las elecciones legislativas de 2017, fue el primer candidato del Frente Progresista Cívico y Social (FPCyS) a diputado nacional en Santa Fe. El FPCyS era una coalición compuesta por el Partido Socialista, la Unión Cívica Radical y otros partidos progresistas más pequeños. La lista del FPCyS recibió el 14,63% de los votos y Contigiani fue el único elegido. Al asumir el cargo, formó el monobloque del Partido Socialista.
Se desempeña como secretario de la comisión de Agricultura y Ganadería e integra como vocal las comisiones de Defensa Nacional; de Legislación General; y de Libertad de Expresión. Se opuso a la legalización del aborto en Argentina, que fue debatido por primera vez en el Congreso en 2018. Debido a la posición histórica del Partido Socialista sobre el tema, su oposición a la medida hizo que miembros y líderes del partido solicitaran que Contigiani renunciara a su escaño, o al menos dejara de representar nominalmente al partido. Eventualmente cambiaría el nombre de su bloque para votar en contra del proyecto de Ley de Interrupción Voluntaria del Embarazo. También votó en contra de la legalización del aborto en 2020, cuando fue aprobado por ambas cámaras del Congreso.
Lidera el monobloque del Frente Progresista Cívico y Social (dentro del interbloque Federal), aunque ya no pertenece a la alianza. Antes de las elecciones primarias de 2021, anunció que se postularía para la reelección como parte de la lista "Diferentes" dentro del frente Primero Santa Fe. Terminó bajándose de su candidatura por diferencias con su candidato a senador.